# HD 116581
HD 116581，又名BD+37 2404，SAO 63514、HR 5052，是一颗恒星，视星等为6.07，位于銀經90.25，銀緯77.95，其B1900.0坐标为赤經13h 19m 21.9s，赤緯+37° 77.95′ 22″。